# 塞勒 (马恩省)
塞勒（法語：Selles，法語發音：[sɛl]）是法国马恩省的一个市镇，位于该省北部，属于兰斯区。

## 地理
塞勒（49°18'23"N, 4°17'10"E）面积11.34 平方千米，位于法国大東部大區马恩省，该省份为法国东北部内陆省份，北起阿登省，西北接埃纳省，西南接塞纳-马恩省，南至奥布省，东南接上马恩省，东临默兹省。
与塞勒接壤的市镇（或旧市镇、城区）包括：贝讷-诺鲁瓦、埃普瓦、厄特雷日维尔、蓬法韦热-莫龙维利耶、圣马姆。

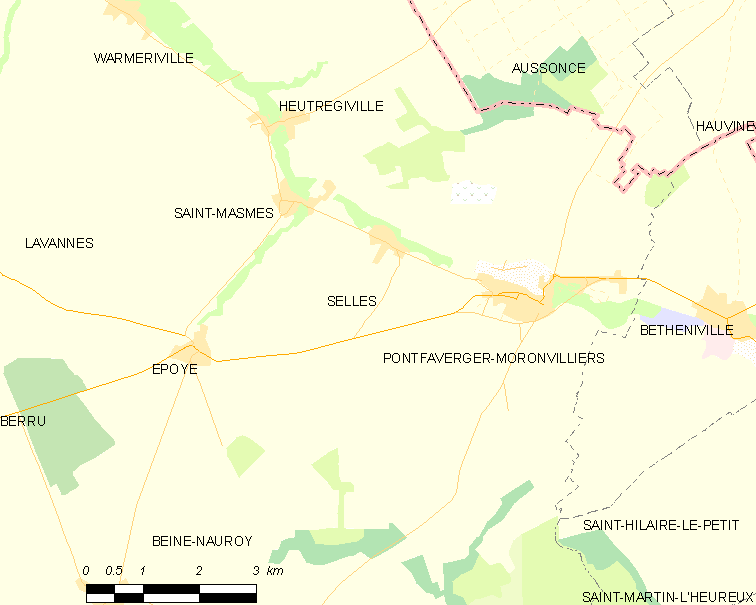
的OSM定位图

塞勒的时区为UTC+01:00、UTC+02:00（夏令时）。

## 行政
塞勒的邮政编码为51490，INSEE市镇编码为51529。

## 政治
塞勒所属的省级选区为穆尔默隆-韦勒-香槟山县。

## 人口

1962-2008年间人口变化图示

塞勒于2022年1月1日时的人口数量为446人。